# Cirrochroa rosselensis
Cirrochroa rosselensis är en fjärilsart som beskrevs av Talbot 1932. Cirrochroa rosselensis ingår i släktet Cirrochroa och familjen praktfjärilar. Inga underarter finns listade i Catalogue of Life.